# Борщёва, Анна Фёдоровна
Анна Фёдоровна Борщёва, в девичестве — Треножкина (1915, Область Войска Донского, Российская империя — неизвестно, посёлок Калинина, Артёмовский район Донецкая область, Украинская ССР) — звеньевая свиноводческого совхоза имени Калинина Министерства совхозов СССР, Артёмовский район Сталинской области, Украинская ССР. Герой Социалистического Труда (1948).

## Биография
Родилась в 1915 году в крестьянской семье в одном из сельских населённых пунктов Области Войска Донского (на территории современного Антрацитовского района). После окончания местной начальной школы трудилась в сельском хозяйстве. С 1930-х годов трудилась в свиноводческом совхозе имени Калинина с центральной усадьбой в посёлке имени Калинина (сегодня — посёлок Калиновка) Артёмовского района. После освобождения от немецкой оккупации с осени 1943 года восстанавливала разрушенное совхозное хозяйство, была назначена звеньевой полеводческого звена.
В 1947 году звено под её руководством вырастило в среднем с каждого гектара по 30,04 центнера пшеницы на участке площадью 9,1 гектара. Указом Президиума Верховного Совета СССР от 13 марта 1948 года удостоена звания Героя Социалистического Труда за «получение высоких урожаев пшеницы и ржи в 1947 году» с вручением ордена Ленина и золотой медали «Серп и Молот» (№ 1325).
За выдающиеся трудовые достижения по итогам работы в 1957 году награждена Орденом «Знак Почёта».
После выхода на пенсию проживала в посёлке Калинина Артёмовского района. С 1970 года — персональный пенсионер союзного значения. Дата смерти не установлена.
Награды
- Герой Социалистического Труда
- Орден Ленина
- Орден «Знак Почёта» (26.02.1958)